# Northrop Corporation

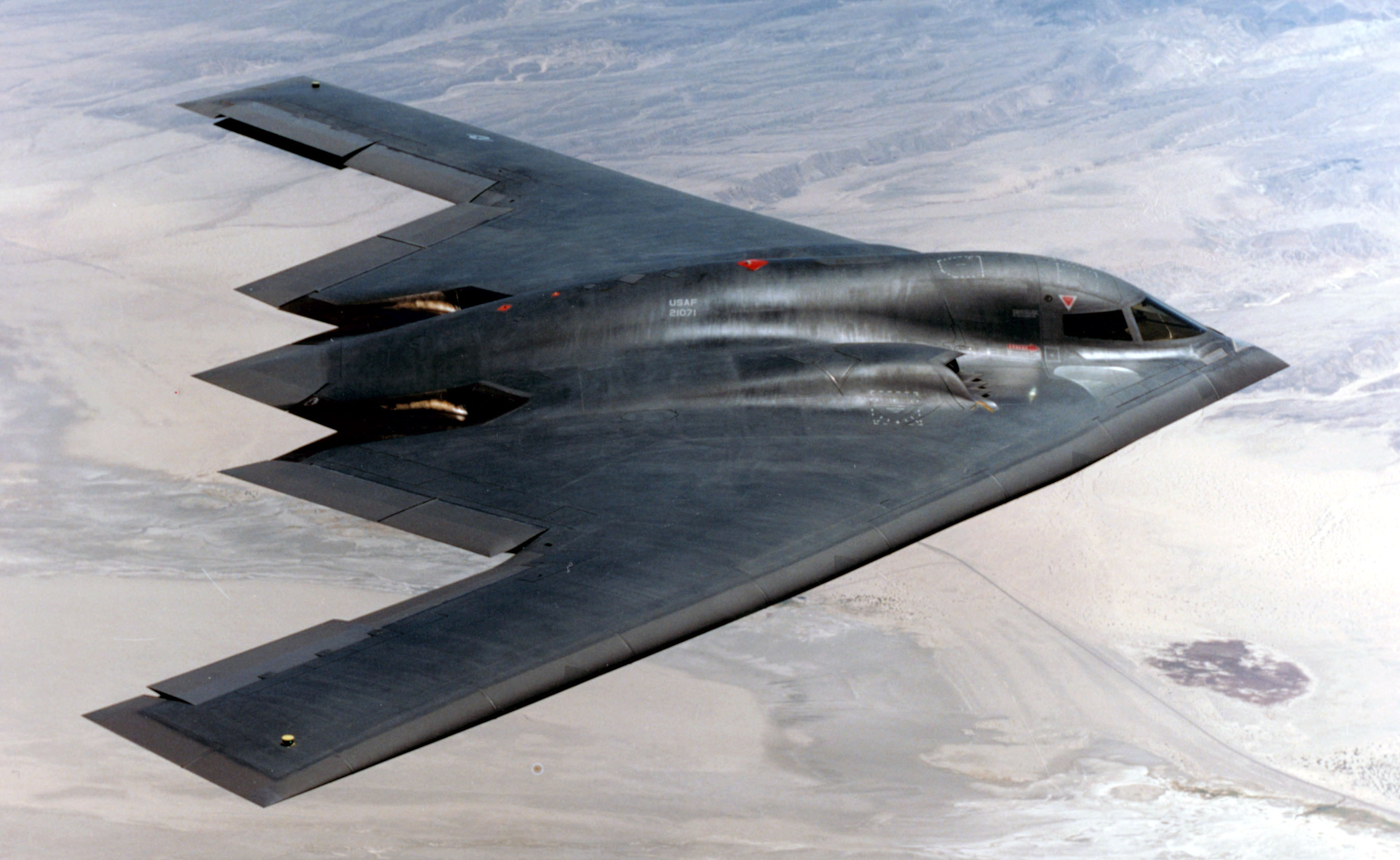
B-2 Spirit

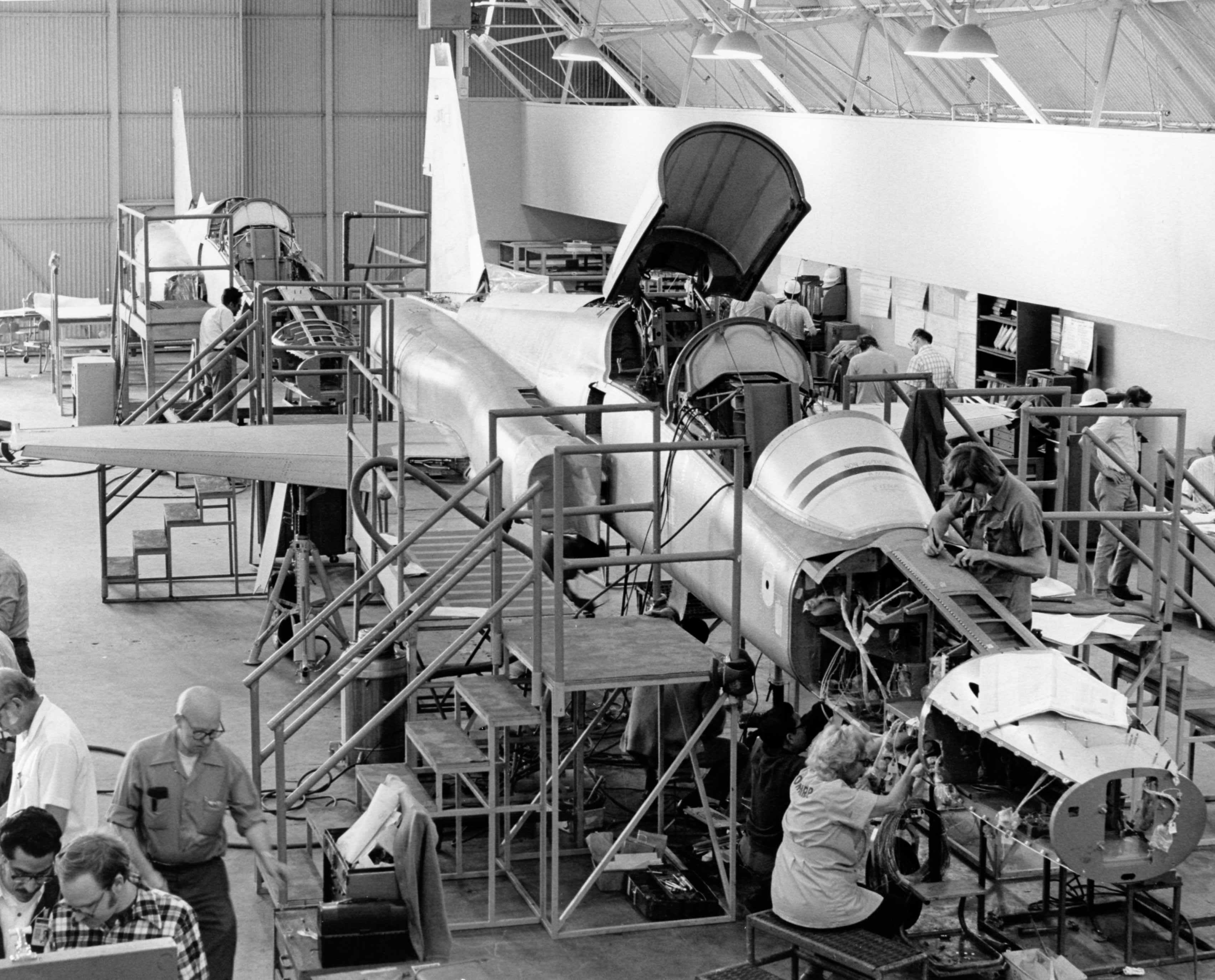
Linia produkcyjna samolotów F-5 Tiger II w zakładzie w Hawthorne, ok. 1970 r.

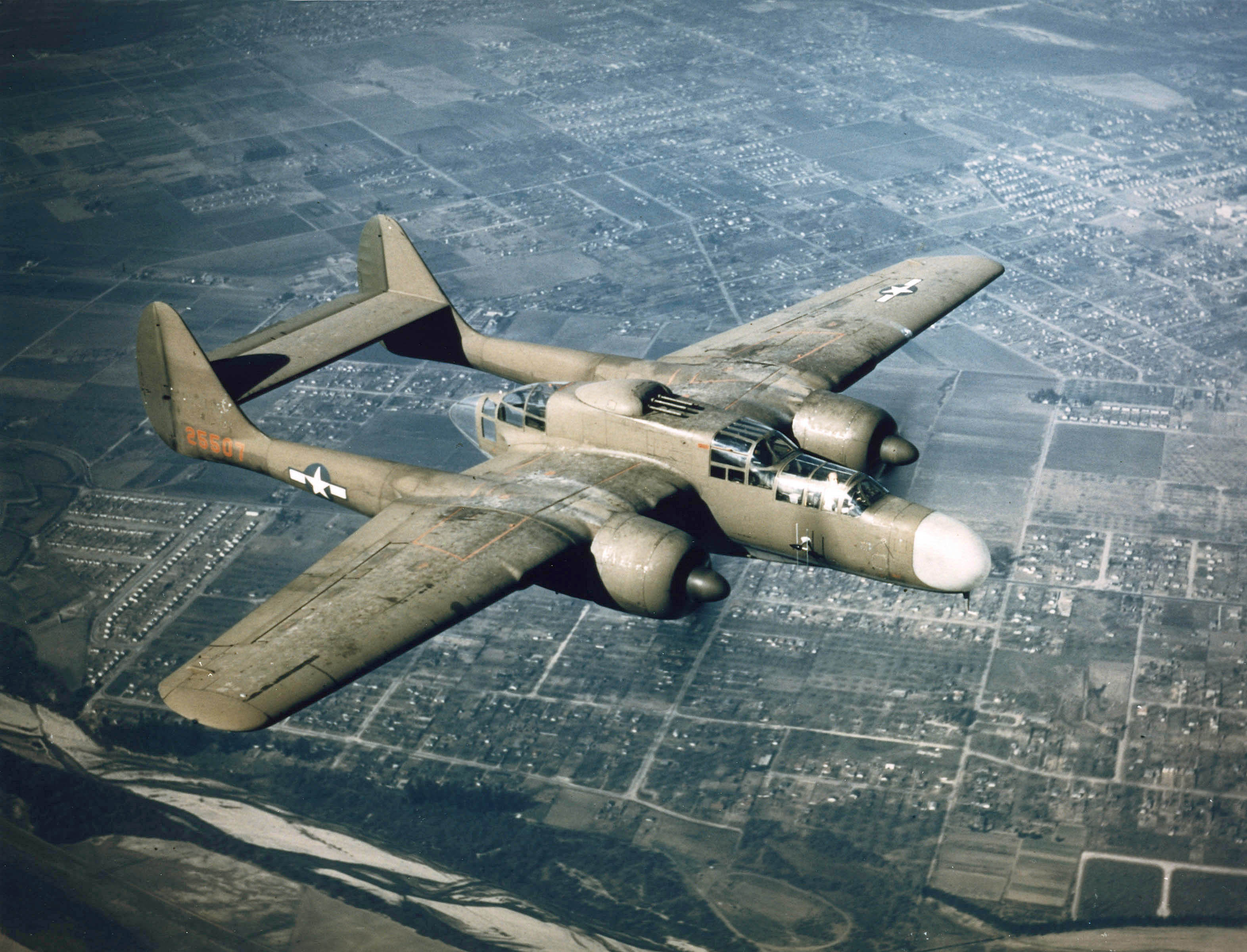
P-61 Black Widow

Northrop Corporation – amerykańskie przedsiębiorstwo branży lotniczej i zbrojeniowej, istniejące od 1939 do 1994 roku, kiedy to w następstwie przejęcia Grumman Corporation przekształcone zostało w Northrop Grumman Corporation. Podstawę działalności przedsiębiorstwa stanowiło projektowanie oraz produkcja samolotów myśliwskich i bombowych, a jednym z głównych jego osiągnięć było opracowanie konstrukcji latającego skrzydła. Siedziba przedsiębiorstwa mieściła się w Los Angeles.
Przedsiębiorstwo było spółką publiczną, której akcje notowane były na Nowojorskiej Giełdzie Papierów Wartościowych (NYSE). Corocznie pojawiało się w rankingu największych amerykańskich przedsiębiorstw Fortune 500, publikowanego od 1955 roku. Wchodziło w skład indeksu giełdowego S&P 500 nieprzerwanie od jego utworzenia w 1957 roku. Szczytową wielkość zatrudnienia uzyskało w 1987 roku – liczyło wówczas 48,2 tys. pracowników. W tym samym roku odnotowało ono rekordowy przychód, w wysokości 6,05 mld dolarów.

## Historia
Założycielem przedsiębiorstwa był Jack Northrop, który pracował jako projektant samolotów od 1916 roku, m.in. dla Douglas Aircraft Company i Lockheed Corporation. Była to trzecia założona przez niego spółka – po Avion Corporation (zał. 1928), którą sprzedał przedsiębiorstwu United Aircraft and Transport Corporation w 1930 roku, i Northrop Corporation, którą założył (1932) we współpracy z Douglas Aircraft Company, wchłoniętej przez Douglasa w 1938 roku. Założona przez Northropa w 1939 roku wytwórnia nosiła pierwotnie nazwę Northrop Aircraft, Inc., a jej siedziba i zakład produkcyjny wraz z lotniskiem ulokowane zostały w Hawthorne, nieopodal Los Angeles.
W pierwszych latach działalności, które przypadły na II wojnę światową, działalność przedsiębiorstwa w dużej mierze skupiała się na rozwoju eksperymentalnych samolotów w układzie latającego skrzydła, którym Jack Northrop zainteresował się już w latach 20. W 1940 roku miał miejsce oblot pierwszej konstrukcji tego typu – N-1M. Kulminacją prac rozwojowych były prototypowe bombowce strategiczne YB-35 i YB-49, które nie zostały jednak przyjęte na uzbrojenie US Air Force (USAF), w rezultacie czego dalszy rozwój konstrukcji tego typu został wstrzymany. W latach 40. Northrop opracował także samolot P-61 Black Widow, pierwszy myśliwiec nocny, który trafił na wyposażenie amerykańskiego lotnictwa wojskowego. Jack Northrop pozostawał prezesem przedsiębiorstwa do 1952 roku, kiedy to przeszedł na emeryturę (honorowym członkiem rady dyrektorów pozostawał do śmierci w 1981 roku).
W latach 50. i 60. Northrop prowadził produkcję myśliwców przechwytujących F-89 Scorpion, pocisków manewrujących SM-62 Snark, samolotów szkolno-treningowych T-38 Talon oraz spokrewnionych z nimi lekkich samolotów myśliwskich F-5 Freedom Fighter (później ich wersji rozwojowej F-5E Tiger II). Te ostatnie odniosły szczególny sukces komercyjny – T-38 wybrany został na standardowy samolot szkoleniowy w USAF, a F-5 eksportowany był do wielu krajów świata, w liczbie ponad 2200 egzemplarzy. Jako podwykonawca Northrop prowadził równolegle produkcję podzespołów dla innych przedsiębiorstw lotniczych i zbrojeniowych.
W latach 70. spółka była przedmiotem skandalu wynikającego z niezgodnego z prawem finansowania kampanii politycznych, w tym prezydenta Richarda Nixona w wyborach w 1972 roku. W toku ustaleń na jaw wyszło też, że przedstawiciele spółki przekazywali urzędnikom w innych krajach, m.in. Indonezji, Iranie i Arabii Saudyjskiej, łapówki w celu uzyskania korzystnego rozstrzygnięcia przetargów. Skandal korupcyjny miał negatywny wpływ na wielkość sprzedaży produktów Northropa w kolejnych latach. Eksperymentalny samolot Northropa, YF-17 Cobra przegrał w przetargu na nowy myśliwiec USAF, na rzecz konkurencyjnego General Dynamics F-16 Fighting Falcon, niemniej posłużył on później do opracowania, we współpracy z McDonnell Douglas, samolotu myśliwskiego F-18 Hornet, przyjętego na uzbrojenie US Navy. Na początku lat 80. Northrop zaprezentował samolot F-20 Tigershark, zaprojektowany z myślą o rynkach zagranicznych, jako mniej zaawansowana technicznie alternatywa dla F-16, który objęty był restrykcjami eksportowymi. Niespodziewana zmiana polityki rządu w okresie prezydentury Ronalda Reagana, który zniósł te ograniczenia, spowodowała, że F-20 nie znalazł nabywców, a sfinansowany ze środków własnych przedsiębiorstwa projekt został porzucony.
W 1981 roku Northrop uzyskał kontrakt na opracowanie samolotu bombowego o obniżonej wykrywalności B-2 Spirit o konstrukcji latającego skrzydła, opracowywanej przez przedsiębiorstwo przeszło 30 lat wcześniej. Oblot samolotu nastąpił w 1989 roku, a w 1993 roku przyjęty został na wyposażenie USAF.
Na początku lat 90. przyszłość przedsiębiorstwa była niepewna. Zmagało się ono z rekordowym zadłużeniem i kolejnymi skandalami – łapówkarskim w Korei Południowej oraz związanym z fałszowaniem danych testowych. Po niepowodzeniu samolotu YF-23 w przetargu na samolot myśliwski nowej generacji (1991), którego zwycięzcą został Lockheed Martin F-22 Raptor, ponad połowa przychodów Northropa zależała od kontynuacji przez rząd programu rozwoju bombowców B-2, a ta stała pod znakiem zapytania. Pod nowym zarządem przedsiębiorstwo podjęło program redukcji długów, obejmujący m.in. sprzedaż dotychczasowej siedziby w Century City oraz nadmiarowych zakładów produkcyjnych, i zaczęło poszukiwać możliwości dywersyfikacji. W 1994 roku Northrop złożył zwycięską ofertę przejęcia spółki Grumman Corporation za kwotę 2,17 mld dolarów, przebijając konkurencyjną ofertę złożoną przez koncern Martin Marietta. W następstwie przejęcia spółka zmieniła nazwę na Northrop Grumman Corporation, stając się trzecią co do wielkości w swojej branży w Stanach Zjednoczonych (po Lockheed Corporation i McDonnell Douglas).